# Filtro Bessel
In elettronica e nell'elaborazione numerica dei segnali, un filtro Bessel è un tipo di filtro lineare che rende massimamente piatto su tutta la banda passante il ritardo di gruppo (group delay, definito come l'opposto della derivata della fase rispetto alla pulsazione). Espresso in altri termini ciò significa che tutte le componenti nella banda passante del segnale di ingresso sono ritardate all'incirca dello stesso tempo.
Questa caratteristica lo rende particolarmente indicato nelle applicazioni in cui è richiesta la minima distorsione su tutta la banda dei segnali da filtrare, come ad esempio nei sistemi audio crossover.
Il filtro Bessel presenta la peggiore risposta in frequenza comparato agli altri tipi di filtri; l'attenuazione fuori banda è scadente e pertanto non viene usato per il filtraggio di canali adiacenti contigui. Tra tutti i filtri però è quello caratterizzato da una perfetta risposta in fase e viene usato quando la linearità della risposta in fase è la specifica stringente del progetto.